# Лудза округ
Луџа (лет. Ludzas rajons, рус. Лудзенский район) је округ у републици Летонији, у њеном источном делу. Управно средиште округа је истоимени градић Лудза. Округ припада историјској покрајини Латгале.

Луџа округ је унутаркопнени округ у Летонији. То је и погранични округ са Русијом ка истоку и Белорусијом ка југу. На југозападу се округ граничи са округом Краслава, на западу са округом Резекне и северу са округом Балви.
Округ Луџа је етнички мешовит, пошто Летонци чине 55%, а Руси 40%.

## Градови
- Лудза
- Карсава
- Рундани
- Зилупе